# یواس‌اس آلاباما (بی‌بی-۸)
یواس‌اس آلاباما (بی‌بی-۸) (به انگلیسی: USS Alabama (BB-8)) یک کشتی بود که طول آن ۳۷۴ فوت ۱۰ اینچ (۱۱۴٫۲۵ متر) بود. این کشتی در سال ۱۸۹۸ ساخته شد.